# تناجر أحمر الرقبة
تناجر أحمر الرقبة (الاسم العلمي: Tangara cyanocephala)، هو نوع من الطيور يتبع فصيلة التناجر ضمن رتبة العصفوريات.